# ژان یونسکو
ژان یونسکو (رومانیایی: Jean Ionescu؛ زادهٔ ۲۹ اوت ۱۹۴۶) موسیقی‌دان، آهنگساز، رهبر ارکستر و بازیگر اهل رومانی است.
از فیلم‌ها یا مجموعه‌های تلویزیونی که وی در آن‌ها نقش داشته‌است، می‌توان به بادبان‌های برافراشته اشاره نمود.